# لوثر روبنسون
لوثر روبنسون (بالإنجليزية: Luther Robinson)‏ هو لاعب كرة قدم أمريكية أمريكي، ولد في 24 فبراير 1991 في فورت بيرس في الولايات المتحدة.

## وصلات خارجية
- لوثر روبنسون على موقع مرجع كرة القدم المحترفة.كوم (الإنجليزية)